# La Chapelle-du-Bois
La Chapelle-du-Bois és un municipi francès situat al departament del Sarthe i a la regió de País del Loira. L'any 2007 tenia 878 habitants.

## Demografia

### Població
El 2007 la població de fet de La Chapelle-du-Bois era de 878 persones. Hi havia 307 famílies de les quals 44 eren unipersonals (28 homes vivint sols i 16 dones vivint soles), 85 parelles sense fills, 154 parelles amb fills i 24 famílies monoparentals amb fills.
La població ha evolucionat segons el següent gràfic:
Habitants censats

### Habitatges
El 2007 hi havia 352 habitatges, 315 eren l'habitatge principal de la família, 22 eren segones residències i 14 estaven desocupats. 343 eren cases i 7 eren apartaments. Dels 315 habitatges principals, 233 estaven ocupats pels seus propietaris, 79 estaven llogats i ocupats pels llogaters i 3 estaven cedits a títol gratuït; 4 tenien una cambra, 17 en tenien dues, 45 en tenien tres, 84 en tenien quatre i 165 en tenien cinc o més. 255 habitatges disposaven pel capbaix d'una plaça de pàrquing. A 119 habitatges hi havia un automòbil i a 185 n'hi havia dos o més.

### Piràmide de població
La piràmide de població per edats i sexe el 2009 era:
| Homes | Edats   | Dones |
| ----- | ------- | ----- |
| 0     | 95 o +  | 0     |
| 0     | 90 a 94 | 4     |
| 0     | 85 a 89 | 4     |
| 4     | 80 a 84 | 0     |
| 8     | 75 a 79 | 4     |
| 20    | 70 a 74 | 8     |
| 16    | 65 a 69 | 16    |
| 12    | 60 a 64 | 16    |
| 8     | 55 a 59 | 16    |
| 16    | 50 a 54 | 16    |
| 44    | 45 a 49 | 8     |
| 44    | 40 a 44 | 48    |
| 28    | 35 a 39 | 48    |
| 48    | 30 a 34 | 16    |
| 24    | 25 a 29 | 44    |
| 20    | 20 a 24 | 16    |
| 44    | 15 a 19 | 32    |
| 28    | 10 a 14 | 32    |
| 28    | 5 a 9   | 32    |
| 20    | 0 a 4   | 40    |

## Economia
El 2007 la població en edat de treballar era de 562 persones, 452 eren actives i 110 eren inactives. De les 452 persones actives 422 estaven ocupades (234 homes i 188 dones) i 29 estaven aturades (8 homes i 21 dones). De les 110 persones inactives 36 estaven jubilades, 46 estaven estudiant i 28 estaven classificades com a «altres inactius».

### Ingressos
El 2009 a La Chapelle-du-Bois hi havia 324 unitats fiscals que integraven 868,5 persones, la mediana anual d'ingressos fiscals per persona era de 17.394 €.

### Activitats econòmiques
Dels 33 establiments que hi havia el 2007, 1 era d'una empresa extractiva, 1 d'una empresa alimentària, 2 d'empreses de fabricació de material elèctric, 3 d'empreses de fabricació d'altres productes industrials, 9 d'empreses de construcció, 4 d'empreses de comerç i reparació d'automòbils, 1 d'una empresa d'hostatgeria i restauració, 1 d'una empresa d'informació i comunicació, 1 d'una empresa financera, 3 d'empreses immobiliàries, 3 d'empreses de serveis, 2 d'entitats de l'administració pública i 2 d'empreses classificades com a «altres activitats de serveis».
Dels 9 establiments de servei als particulars que hi havia el 2009, 1 era un taller de reparació d'automòbils i de material agrícola, 2 paletes, 1 guixaire pintor, 1 fusteria, 1 lampisteria, 1 electricista i 2 perruqueries.
L'únic establiment comercial que hi havia el 2009 era una fleca.
L'any 2000 a La Chapelle-du-Bois hi havia 26 explotacions agrícoles que ocupaven un total de 1.328 hectàrees.

## Equipaments sanitaris i escolars
El 2009 hi havia una escola elemental.

## Poblacions més properes
El següent diagrama mostra les poblacions més properes.